# Catumbela flygplats
Catumbela flygplats är en flygplats i Angola.   Den ligger i provinsen Benguela, i den västra delen av landet, 400 kilometer söder om huvudstaden Luanda. Catumbela flygplats ligger 6 meter över havet.
Terrängen runt Catumbela flygplats är platt norrut, men åt sydost är den kuperad. Havet är nära Catumbela flygplats västerut. Runt Catumbela flygplats är det ganska glesbefolkat, med 24 invånare per kvadratkilometer.. Närmaste större samhälle är Lobito, 13,8 kilometer norr om Catumbela flygplats.
Omgivningarna runt Catumbela flygplats är i huvudsak ett öppet busklandskap. Savannklimat råder i trakten. 